# Asplenium biscayneanum
Asplenium biscayneanum là một loài thực vật có mạch trong họ Aspleniaceae. Loài này được (D.C. Eaton) D.C. Eaton (pro. sp.) miêu tả khoa học đầu tiên năm 1904.